# British Home Championship 1893/94
Die British Home Championship 1893/94 war die 11. Auflage des im Round-Robin-System ausgetragenen Fußballwettbewerbs zwischen den vier britischen Nationalmannschaften von England, Irland (ab 1950/51 Nordirland), Schottland und Wales.
| Pl. | Nationalmannschaft | Sp. | S | U | N | Tore    | Punkte |
| --- | ------------------ | --- | - | - | - | ------- | ------ |
| 1.  | Schottland         | 3   | 2 | 1 | 0 | 009:500 | 05:10  |
| 2.  | England            | 3   | 1 | 2 | 0 | 009:500 | 04:20  |
| 3.  | Wales              | 3   | 1 | 0 | 2 | 007:110 | 02:40  |
| 4.  | Irland             | 3   | 0 | 1 | 2 | 004:800 | 01:50  |

|                                                                |   |            |           |
| 24. Feb. 1894 in Swansea (St Helen’s Rugby and Cricket Ground) |   |            |           |
| Wales                                                          | – | Irland     | 4:1 (0:1) |
| 3. März 1894 in Belfast (Solitude)                             |   |            |           |
| Irland                                                         | – | England    | 2:2 (0:1) |
| 12. März 1894 in Wrexham (Racecourse Ground)                   |   |            |           |
| Wales                                                          | – | England    | 1:5 (1:2) |
| 24. März 1894 in Kilmarnock (Rugby Park)                       |   |            |           |
| Schottland                                                     | – | Wales      | 5:2 (2:2) |
| 31. März 1894 in Belfast (Solitude)                            |   |            |           |
| Irland                                                         | – | Schottland | 1:2 (0:2) |
| 7. April 1894 in Glasgow (Celtic Park)                         |   |            |           |
| Schottland                                                     | – | England    | 2:2 (1:1) |